# AN-22
L'AN-22 è stata la seconda arma nucleare francese della forza di dissuasione nucleare francese.
La AN-22 (denominata anche MR-22). derivata o convertita dalla AN-11, rimediava agli inconvenienti di quest'ultima ed era prevista per il lancio a bassa quota. Essa era molto simile (era anch'essa al plutonio) alla AN-11, la potenza ufficiale era indicata in 60-70 kt ed era dotata di dispositivi di sicurezza migliorati.
Il 19 luglio 1966 si è svolto un test in termini di dimensione quando un Mirage IV ha lanciato una bomba AN-21 (una versione molto simile all'AN-22) al largo dell'atollo di Mururoa.
Circa 36/40 AN-22 sono state prodotte, il bombardiere vettore è stato il Dassault Mirage IVA.
A partire dal 1973 l'AN-22 è stata affiancata dall'AN-52, la sua sostituzione con il missile ASMP è iniziata nel 1986.